# Escuela de Vallecas

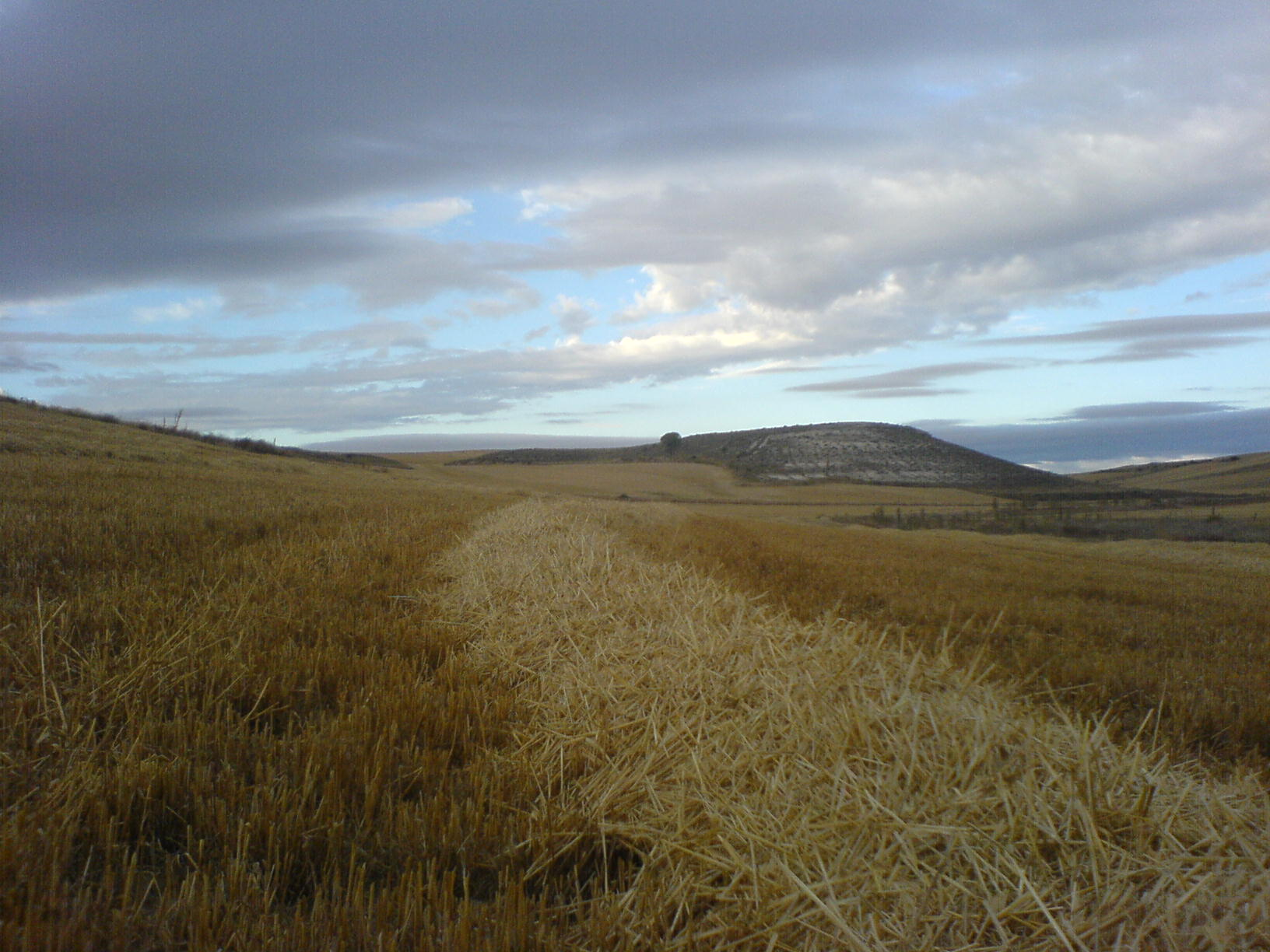
«La vida de los hombres suele ser retorcida como las raíces de los tomillos, pero hay muy pocos que al final de esa lucha huelan tan profunda y limpiamente como éste... (Y me entregó uno de los varios tomillos que llevaba en la mano)». Reflexión de Miguel Hernández paseando por Vallecas rememorada por Alberto en Moscú, durante un homenaje al poeta de Orihuela.

Escuela de Vallecas es el nombre que recibió —un cuarto de siglo después de su nacimiento— la "troupe" surrealista reunida por el pintor Benjamín Palencia y el escultor Alberto Sánchez en 1927, cuando se plantearon la renovación del arte español, a imagen y semejanza de los movimientos vanguardistas que venían estremeciendo Europa desde hacía un cuarto de siglo. Ambos artistas, que habían participado en la primera exposición de la Sociedad de Artistas Ibéricos de 1925, compartieron inicialmente su pasión por un mismo escenario...

## El escenario
Los paseos «iniciáticos» por el extrarradio del Madrid y el Toledo de los años treinta del siglo XX, sintetizados nominalmente por el entorno del pueblo de Vallecas, se convirtieron en el ceremonial de una poética que, propagándose como un incendio estético-ideológico, se extendería desde la meseta castellana a paisajes tan lejanos y en cierto modo afines, como Siberia, Patagonia o México.
Un humilde mojón en lo alto del Cerro Testigo se convirtió en zénit de la poética que allí nació y se materializó: dos de sus caras las cubren Benjamín Palencia y Alberto con sus respectivos idearios, la tercera se la dedican a Picasso, y en la cuarta inscriben los nombres de Eisenstein, el Greco, Zurbarán, Cervantes, Velázquez y otros admirados inmortales. Aquel manifiesto visual castellano, resumido en la consigna «¡Vivan los campos libres de España!», proponía el paisaje elemental y descarnado como objetivo único. «El ojo surrealista como punto común de enfoque; un atrezo de colorido fauve y el orden cubista como régisseur». Puesto en verso por Herrera Petere:

Hacia Madrid se abre desnuda maravilla
sin Dios, árbol ni nube: La pureza: Castilla;
que desata en los campos la distancia amarilla
y agranda en lontananza la parda torrecilla.
Hablaba de Vallecas con sus campos baldíos,
y de un “Cerro Testigo” de mil recuerdos míos,
de trenes en desierto, de llanos labrantíos
donde los hombres abren sus pechos a los fríos.
José Herrera Petere 

## Los directores y actores principales
Desde el principio se reconoce como líderes a dos exiliados suburbiales con «incontenible soberbia» de carácter: Alberto, escapado del Toledo de los cuadros del Greco, y Palencia, un «alto-manchego» llegado de los campos de Albacete con sueños cervantinos. Según el relato del propio Alberto, a partir de 1927, él y Palencia se citaban en Atocha hacia las tres y media de la tarde, y hacían distintos recorridos a la búsqueda de motivos pictóricos. Uno de ellos era siguiendo la vía del tren, hasta las cercanías de Villaverde Bajo; y sin cruzar el río Manzanares, subían hacia Cerro Negro y se dirigían al pueblo de Vallecas, terminando en el cerro Almodóvar (que ellos rebautizaron Cerro Testigo). 
No tardará en unírseles en esos paseos Pancho Lasso, Lancelot de Alberto: un aprendiz de escultor venido de Lanzarote.

## Actores secundarios y actores invitados
Aquella iniciativa vanguardista germinó pronto en el Madrid inspirado y más joven del momento, ampliando la alegoría podría escribirse que «gran parte del público invadió el escenario». Poetas, escultores, pintores, fotógrafos, arquitectos en ciernes, periodistas, intelectuales, se unieron a la «cabalgata de gigantes y cabezudos»: Maruja Mallo, Juan Manuel Díaz Caneja, Antonio Rodríguez Luna, José Moreno Villa, Nicolás de Lekuona (los más implicados, como «actores secundarios»); además de Enrique Climent, Antonio Ballester, Luis Castellanos, Francisco Mateos, Eduardo Díaz Yepes, Jorge Oteiza, Rafael Pérez Contel, Timoteo Pérez Rubio, Enrique Garrán, Ángel Ferrant, Josep Renau, Gil Bel, Gregorio Prieto, el escultor Francisco Badía, el poeta José Herrera Petere, el poeta argentino Raúl González Tuñón... También confluyen y participan en algunos «ensayos» Miguel Hernández, Federico García Lorca, José Bergamín, Pablo Neruda o  Rafael Alberti. Otro capítulo aparte en esta relación reuniría a un grupo de estudiantes de arquitectura seguidores de Moreno Villa, y disfrazados de «tramoyistas» para la ocasión: Luis Lacasa, Fernando Tudela, Luis Felipe Vivanco, Segarra, Rivaud...
El gran momento de la representación coincidiría con la proclamación de la Segunda República Española en 1931. En junio de ese año, Alberto y Palencia exponen juntos en el Ateneo de Madrid. Sin embargo, a partir del 1932, los directores de la «troupe plástica» se distancian. Palencia visita otros escenarios, se une temporalmente al grupo de Arte Constructivo del uruguayo Torres García, y, más tarde, expone en París y Venecia. Entre tanto, Alberto se ha quedado al mando de la escuela (y comienza a publicar su obra teórica vallecana).
Cerrando el cuadro del drama, y con el bullicio intelectual de un Madrid de tertulias y cafés «entre bambalinas», estalló el «Pronunciamiento del 17 y 18 de julio de 1936».

## Telón

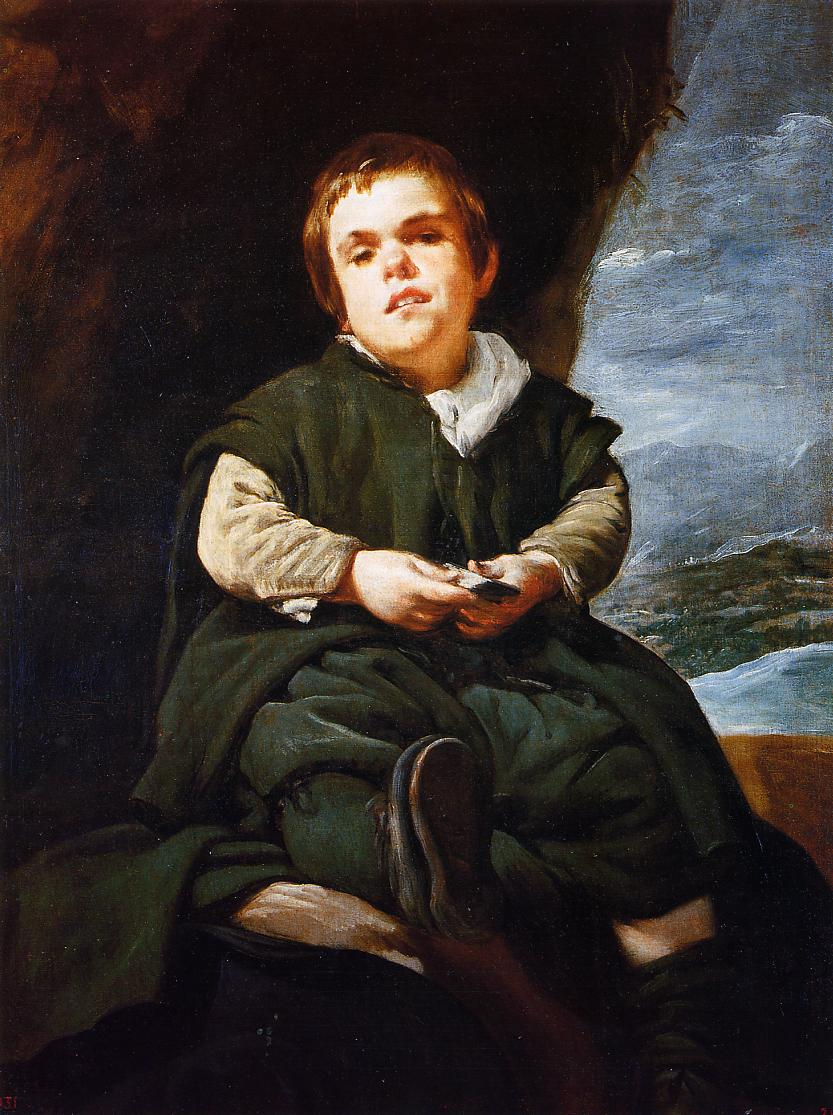
Retrato del bufón Francisco Lezcano, el Niño de Vallecas, por Diego Velázquez

La guerra civil española consigue que la Escuela de Vallecas  se cierre y la «troupe» se disperse en un «no pasarán» inicial y un «sálvese quien pueda» final. 
Tras la contienda, Benjamín Palencia, con Francisco San José como nuevo escudero (y el apoyo inicial de Castellanos y Díaz Caneja), reunirá a un puñado de estudiantes de San Fernando: Álvaro Delgado Ramos, Carlos Pascual de Lara, Gregorio del Olmo, Enrique Núñez Castelo... Conocidos luego como segunda escuela de Vallecas (y bautizados por Palencia con el giottesco nombre de "El Convivio"), disuelta hacia 1942 y cantera y embrión de lo que se llamaría Escuela de Madrid.  Fin de la alegoría... cae el telón.

Este es el orden, Sancho

De aquí no se va nadie.

Hasta que un día (¡un buen día!)

El yelmo de Mambrino

- halo ya, no yelmo ni bacía -

se acomode a las sienes de Sancho,

y a las tuyas, y a las mías,

colmo pintiparado,

como hecho a medida.

Entonces nos iremos todos

Por las bambalinas.
Pie para el niño de Vallecas, de Velázquez, León Felipe.

### Filmografía
- Joan Dolç. Cerro Testigo (cortometraje en español)

- Datos: Q1153335